# Кадиев, Ибрагим Магомедрашидович
Ибрагим Магомедрашидович Кадиев (12 апреля 2004, Дагестан, Россия) — российский борец вольного стиля. Чемпион России 2024-25 годов. Двукратный победитель первенства мира среди юниоров (2023,2024). Мастер спорта России международного класса. 

## Биография
Кадиев родился 12 апреля 2004 года в Каякентском районе Республики Дагестан. Он был выпускником детско-юношеской спортивной школы села Усемикент Каякентского района Республики Дагестан. В данный момент является членом команды школы олимпийского резерва имени Абдулрашида Садулаева.

## Спортивная карьера
В марте 2022 году он был третьим на первенстве России среди юниоров в весе до 74 кг. В декабре 2022 года пришёл третьим на мемориале памяти Бесика Кудухова в весе до 79 кг. В апреле 2023 года стал впервые победителем первенства России среди юниоров в весе до 79 кг, прошедший в Якутске. В июне 2023 года неудачно выступил на взрослом чемпионате России в Каспийске. В августе 2023 года выиграл первенство мира среди юниоров в весе до 79 кг. В сентябре 2023 года стал финалистом первенства России среди борцов до 23 лет в весовой категории до 79 кг. В январе 2024 года был пятым на кубке Ивана Ярыгина в Красноярске в новой для себя весовой категории до 86 килограмм. В апреле 2024 года во второй раз выиграл первенство России среди юниоров. В мае 2024 неожиданного стал чемпионом взрослого чемпионата России в весе до 86, одолев на своем пути чемпиона России из Осетии Арслана Багаев, чемпиона мира и Европы из Дагестана Ахмеда Усманова, призёра чемпионата мира Владислава Валиева (Северная Осетия-Алания) и двукратного чемпиона России Малика Шаваева (Крым). В сентябре 2024 года во второй раз выиграл первенство мира среди юниоров в весе до 86 кг в испанском городе Понтеведра. В июне 2025 года во второй раз выиграл чемпионат России, взяв реванш у призёра Олимпийских игр в Токио Артура Найфонова. 

## Спортивные достижения
- 2022 Первенство России среди юниоров — ;
- 2023 Первенство России среди юниоров — ;
- 2023, 2024 Первенство мира среди юниоров — ;
- 2023 Первенство России до 23 лет — ;
- 2024 Первенство России среди юниоров — ;
- 2024 Первенство Европы среди юниоров — ;
- 2024, 2025 Чемпионат России — ;